# Claudia à la page
Claudia à la page est une émission de télévision québécoise animée par l'animatrice, chroniqueuse et écrivaine Claudia Larochelle et présentée à partir du 12 juillet 2021 sur la chaîne Savoir média.

## Synopsis
Dans cette série qui comble une carence d'émissions littéraires à la télévision québécoise, des écrivaines et écrivains québécois se confient sur les secrets d'écriture de leurs plus récents romans, essais ou recueils.

## Épisodes
Chacun des épisodes met en scène un entretien avec une personnalité littéraire où il question du propos et des thèmes de leur œuvre, de même que de leurs sources d'inspiration et de leur processus de création.

### Saison 1
La première saison de Claudia à la page est diffusée à partir du 12 juillet 2021. Elle est également disponible en baladodiffusion. Les personnalités littéraires invitées sont :
- Gabrielle Boulianne-Tremblay (La fille d’elle-même)
- Benoît Pinette (La mémoire est une corde de bois d’allumage)
- Kim Thúy (Em)
- Michel Rabagliati (Paul à la maison)
- Mélikah Abdelmoumen (Douze ans en France)
- Robert Lalonde (La reconstruction du paradis)
- Véronique Grenier (Carnet de parc)
- Kevin Lambert (Querelle de Roberval)
- Chrystine Brouillet (Sa parole contre la mienne)
- Stanley Péan (De préférence la nuit)
- Marie Hélène Poitras (La Désidérata)
- Michel Jean (Kukum)
- India Desjardins (Mister Big ou la glorification des amours toxiques)
- Marc Séguin (Jenny Sauro)
- Martine Delvaux (Le monde est à toi)
- Daniel Grenier (Les constellées)

### Saison 2
La deuxième saison est diffusée à partir du 2 mai 2022. Elle est également disponible en baladodiffusion. Les personnalités littéraires invitées sont : 
- Jean-Philippe Baril Guérard (Haute Démolition)
- Marie-Sissi Labrèche (225 milligrammes de moi)
- Janette Bertrand (Un homme, tout simplement)
- Patrick Senécal (Flots)
- Marie-Pier Lafontaine (Armer la rage)
- David Goudreault (La Bête intégrale)
- Chris Bergeron (Valide)
- Biz (L'horizon des événements)

### Saison 3
La troisième saison est diffusée à partir du 21 octobre 2022. Elle est également disponible en baladodiffusion. Les personnalités littéraires invitées sont :
- Caroline Dawson (Là où je me terre)
- Fanny Britt (Faire les sucres)
- Natasha Kanapé Fontaine (Nauetakuan, un silence pour un bruit)
- Yvon Rivard (Le dernier chalet)
- Dominique Fortier (Les ombres blanches)
- Christian Guay-Poliquin (Les ombres filantes)
- Sylvie Drapeau (Le jeu de l'oiseau)
- Perrine Leblanc (Gens du nord)

### Édition spéciale francophonie canadienne
Cette édition spéciale est diffusée à partir du 20 mars 2023. Elle est également disponible en baladodiffusion. Les personnalités littéraires invitées sont :
- Gabriel Robichaud (Crow Bar)
- Monia Mazigh (Farida)
- Vanessa Léger (L'Averti)
- Pierre-André Doucet (Des dick pics sous les étoiles)
- Pierrette Requier (Petites nouvelles du Last Best Ouest)
- Amber O'Reilly (Boussole franche)
- Gaston Ndaleghana Mumbere (Le déchirement : l'office funèbre n'aura pas lieu)
- Marie-Claire Marcotte (Flush)